# Mur des Vénètes
Le mur des Vénètes est un éperon barré fermant la pointe du Blair, sur le territoire de la commune de Baden, dans le Morbihan en Bretagne. .

## Histoire
Les vestiges datent du Néolithique (entre 5000 et 2500 av. J.-C.).

## Protection
Le mur des Vénètes fait l’objet d’une inscription au titre des monuments historiques depuis le 5 octobre 1970.